# NGC 2812
NGC 2812 је лентикуларна галаксија у сазвежђу Рак која се налази на NGC листи објеката дубоког неба.
Деклинација објекта је + 19° 55' 9" а ректасцензија 9h 17m 40,8s. Привидна величина (магнитуда) објекта NGC 2812 износи 14,9 а фотографска магнитуда 15,9. NGC 2812 је још познат и под ознакама CGCG 91-60, PGC 26242.